# 醉いどれ天使
『醉いどれ天使』（よいどれてんし）は、1948年（昭和23年）4月27日公開の日本映画である。東宝製作・配給。監督は黒澤明、主演は志村喬・三船敏郎。モノクロ、スタンダード、98分。
闇市を支配する若いやくざと、貧乏な酔いどれ中年医者とのぶつかり合いを通じて、戦後風俗を鮮やかに描き出したヒューマニズム溢れる力作。黒澤・三船コンビの最初の作品であると同時に、志村が黒澤作品で初主演した。第22回キネマ旬報ベスト・テン第1位。

## あらすじ

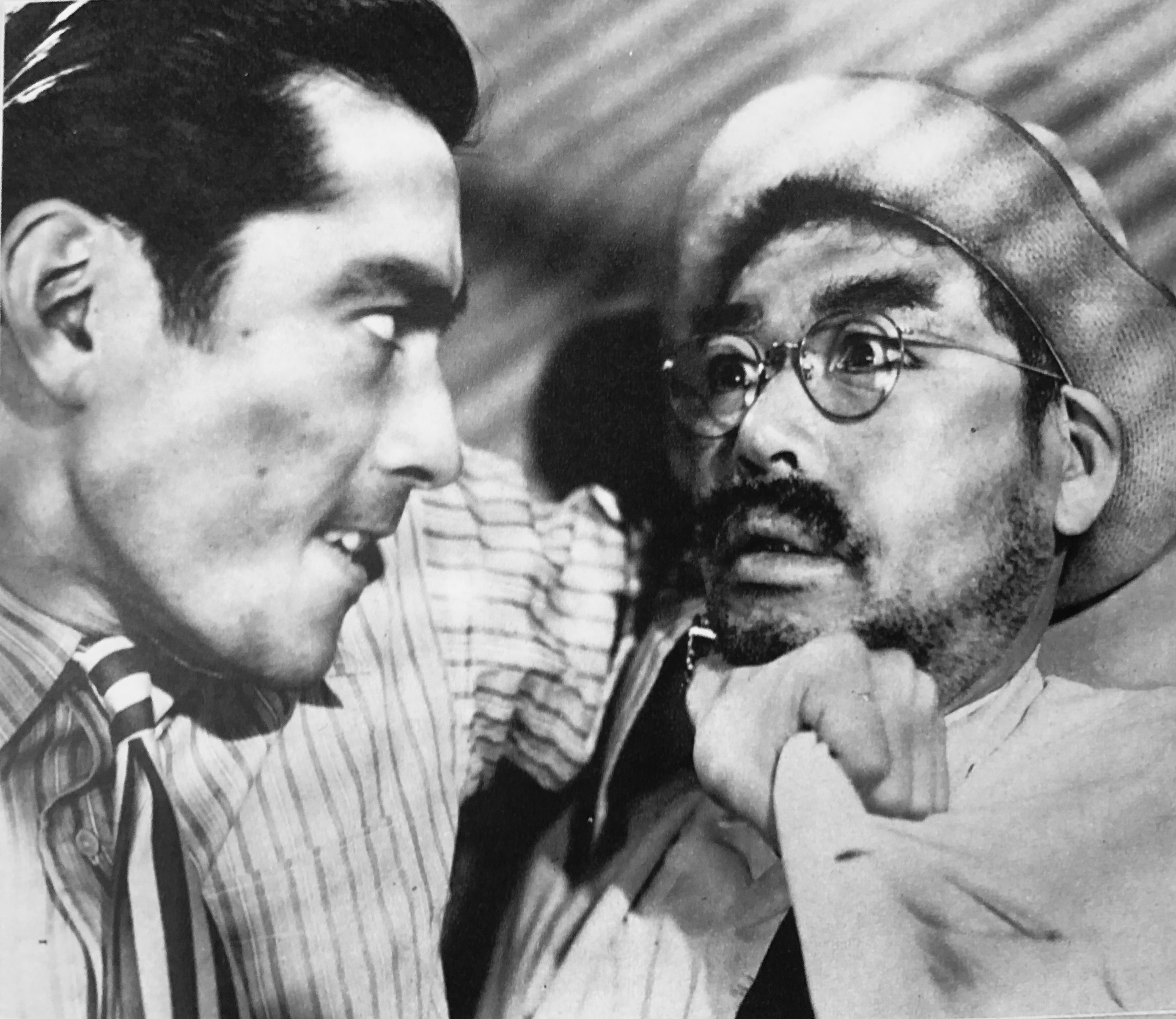
三船敏郎、志村喬

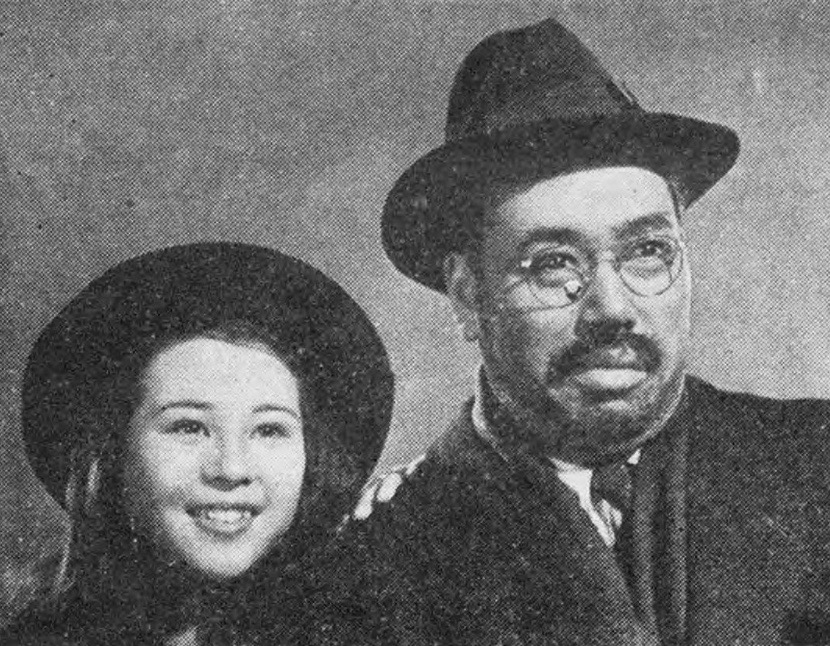
久我美子、志村喬

一途な反骨漢で、酒好きの貧乏医師・真田は、闇市の若いやくざ・松永の鉄砲傷を手当てしたさい、松永が結核に冒されていることを診ぬき、まず大きな病院でレントゲンをとれと治療をすすめる。しかし血の気の多い松永は、結核への恐怖を隠し、悪態をついて受け入れようとしない。ある日、真田のところに松永がまた来るも、結局、真田のヤクザ全般への毒舌もあって、またケンカ別れとなる。しかし実は松永は自分の肺のレントゲン写真を持ってきたのだった。それを知った真田はなぜそれを見せなかったと松永を叱り飛ばしにいく。その夜泥酔した松永がまた真田のところにやってきて、さんざん悪態をつくもレントゲン写真はもってきており、真田に診断、介抱され、翌朝には態度はあいかわらずも、治療のための節制を真田と約す。しかし松永の兄貴分、岡田が刑務所から出てきており、つきあいから松永は再び飲酒、泥酔してしまう。翌日酒の匂いをぷんぷんさせて現れた松永に真田は激怒。またケンカ別れになる。とうとう賭場で松永は喀血する。深夜に駆け付けた真田は安静を言い渡すものの、松永の情婦も岡田になびいて部屋を出て行き、松永もそこを逃亡、やがて真田に見つけられ、松永は真田のところで世話になることになる。そこへ岡田が、元自分の情婦で今は足を洗い真田の助手をしている美代に会いに、真田のもとを訪れる。真田が会わさないとつっぱねたところにやせ細った松永も現れ、岡田に今日は引いてくれと頭を下げる。松永は、岡田と美代の件については自分が親分に会って話をつけるといって、やつれた体で美代の制止を振り切って飛び出すが、松永の信じた仁義はそこにはなく、親分が岡田に、死にかけてる松永は次の出入りの鉄砲玉に使えると語るのを聞いてしまう。それを聞かれた親分は松永の島を岡田のものとし、松永は今まで頭を下げられてきた人間にもそでにされてしまうようになる。松永は思い余って岡田を殺しに行くが、そこでまた喀血し、ペンキまみれのみにくい争いの末、岡田に刺し殺される。内心の悲しみを隠しながら憤然とする真田のもとに、結核を克服した少女がかけつける。真田は約束のあんみつを食べに少女とおもむくとやっと笑顔をとりもどす。

## スタッフ
- 監督：黒澤明
- 製作：本木荘二郎
- 脚本：植草圭之助、黒澤明
- 撮影：伊藤武夫
- 美術：松山崇
- 録音：小沼渡
- 演出補佐：小林恒夫
- 照明：吉沢欣三
- 音響効果：三縄一郎
- 編集：河野秋和
- 現像：東宝フィルムラボラトリー
- 特殊効果：東宝特殊技術部
- 音楽：早坂文雄
- 挿入歌：「ジャングル・ブギ」（作詞：黒澤明、作曲：服部良一、歌：笠置シヅ子）
- ギター演奏：伊藤翁介
- 演奏：東宝交響楽団、東宝モダンニャーズ

## キャスト
- 真田：志村喬
- 松永：三船敏郎
- 岡田：山本礼三郎
- 奈々江：木暮実千代
- 美代：中北千枝子
- ぎん：千石規子
- ブギを唄う女：笠置シヅ子
- 高浜：進藤英太郎
- 親分：清水将夫
- ひさごの親爺：殿山泰司
- セーラー服の少女：久我美子
- 婆や：飯田蝶子
- チンピラ：生方功
- ヤクザの子分：谷晃
- ギターの与太者：堺左千夫
- ヤクザの子分：大村千吉
- 花屋：河崎堅男
- 花屋の娘：木匠久美子
- ダンサー：川久保とし子、登山晴子、南部雪枝
- 姉御：城木すみれ
- ヤクザの子分：宇野晃司（ノンクレジット）

## 評価

### 受賞
- 第22回キネマ旬報ベスト・テン 第1位
- 第3回毎日映画コンクール
  - 日本映画大賞
  - 撮影賞
  - 音楽賞

### ランキング
- 1959年：「日本映画60年を代表する最高作品ベスト・テン」（キネマ旬報発表）第4位
- 1989年：「大アンケートによる日本映画ベスト150」（文藝春秋発表）第18位
- 1995年：「日本映画 オールタイムベストテン」（キネマ旬報発表）第43位
- 1999年：「オールタイム・ベスト100 日本映画編」（キネマ旬報発表）第82位

## 逸話
- 労働組合、会社経営陣、アメリカ軍が入り乱れた東宝争議の最中に作られた作品である[1]。
- 清水将夫の腕に刺青のメイクは鷺巣富雄が担当した[2]。
- 大詰めで、ペンキに滑ってのたうち回りながら乱闘するのは、近松門左衛門作の人形浄瑠璃『女殺油地獄』がヒントになっている[要出典]。
- 闇市のセットは前年に公開された映画「新馬鹿時代」で使われたセットの流用である[3]。
- 勝新太郎が裏町に住む医師を演じた『酔いどれ博士』（1966年・大映）という映画が存在するが（シリーズ化され3作が作られた）、当作品との繋がりはない。

## 舞台

### 2021年公演
東京（明治座 / 2021年9月5日 - 20日）と大阪（新歌舞伎座 / 2021年10月1日 - 11日）で公演。当初、明治座での公演は9月3日に初日を迎える予定であったが、8月中旬の定期検査で公演関係者の新型コロナウイルス陽性が判明。稽古を休止し、1週間後にあらためて関係者にPCR検査を実施。26日までに全員の陰性を確認したという。しかし、初日を迎えるまでの十分な準備期間が確保できないため、公演初日が9月5日に延期となった。

#### キャスト
- 松永 - 桐谷健太
- 真田 - 高橋克典
- ぎん - 佐々木希
- 美代 - 田畑智子
- 奈々江 - 篠田麻里子
- 岡田 - 髙嶋政宏

#### スタッフ
- 脚本 - 蓬莱竜太
- 演出 - 三池崇史
- 美術 - 堀尾幸男
- 音楽 - 遠藤浩二
- 振付 - 南流石
- 人物デザイン監修 - 柘植伊佐夫

### 2025年公演
2025年11月7日から11月23日まで明治座、11月28日から11月30日まで御園座、12月5日から12月14日まで新歌舞伎座で公演予定。主演は、北山宏光。

#### キャスト
- 松永 - 北山宏光
- 真田 - 渡辺大[7]
- ぎん - 横山由依 / 岡田結実（ダブルキャスト）
- 美代 - 佐藤仁美
- 奈々江 - 阪口珠美
- 岡田 - 大鶴義丹

#### スタッフ
- 原作 - 黒澤明 / 植草圭之助
- 脚本 - 蓬莱竜太
- 演出 - 深作健太
- 美術 - 伊藤雅子
- 音楽 - 西川裕一
- 振付 - akane